# Semomesia
Semomesia es un género de mariposas de la familia Riodinidae.

## Descripción
La especie tipo es Papilio croesus Fabricius, 1776, según designación posterior realizada por Scudder en 1875.

## Diversidad
Existen 8 especies reconocidas en el género, todas ellas tienen distribución neotropical.